# آراء النسويات المسلمات حول الحجاب

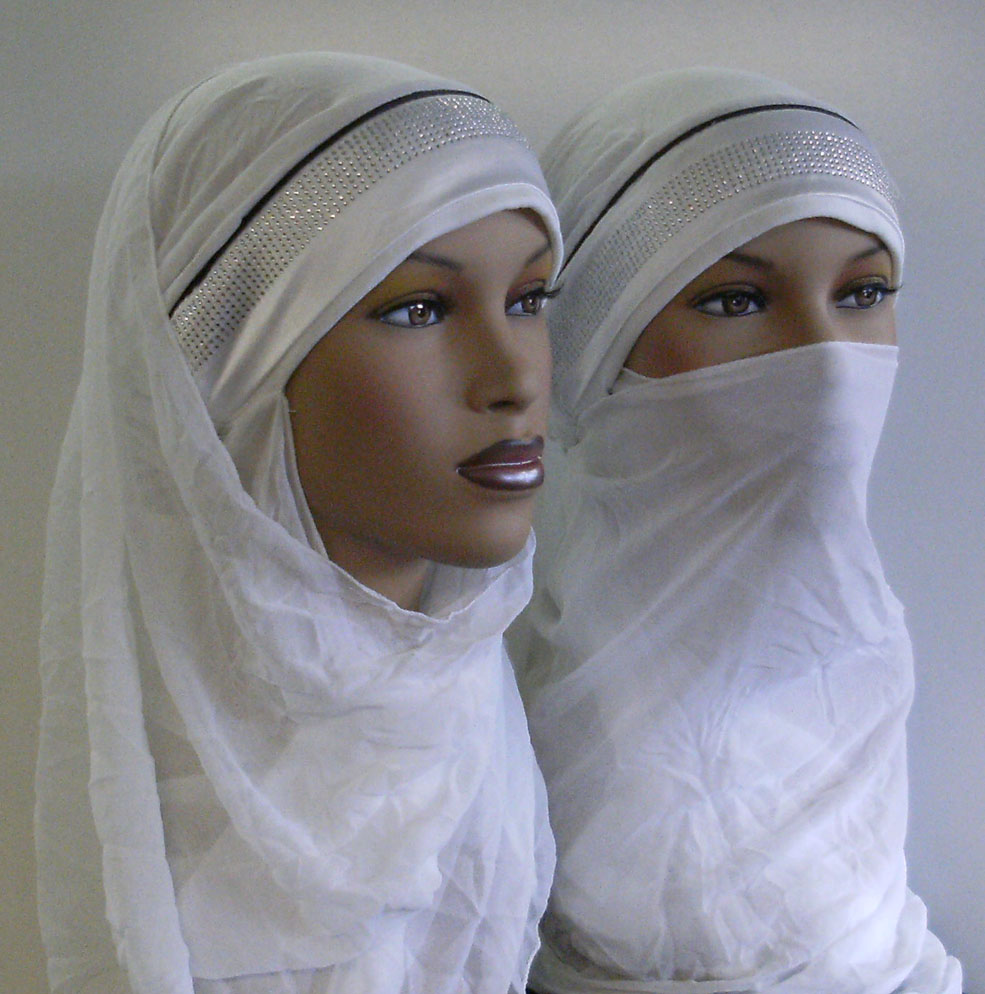
الحجاب والنقاب على رؤوس المانيكان

تشمل وجهات النظر النسوية الإسلامية بشأن قواعد اللباس وجهات نظر حول القضايا المحيطة بقواعد اللباس الخاصة بالمرأة في الإسلام، وخاصة فيما يتعلق بالحجاب والنقاب. يشير الحجاب تقليديًّا إلى نوع من الحجاب الذي يغطي الجلد من الشعر إلى الصدر، وهو ما أجمع عليه المسلمون. أما النقاب فهو قطعة قماش تغطي الوجه، تضمه بعض المجتمعات إلى الحجاب. هناك آراء متباينة بين النسويات المسلمات فيما يتعلق بالحجاب.

## القرآن الكريم
ينص القرآن الكريم على أنه يتوجب على الرجال والنساء ارتداءملابس محتشمة (33: 59-60، 24: 30-31). ومع ذلك، فإنه لا يستخدم كلمات مثل الحجاب، أو البرقع، أو الجادر، أو العباءة. وبدلًا من ذلك، فإنه يستخدم كلمتي "جلباب " و" خُمُر". ولا تغطي هذه الملابس الوجه أو اليدين أو القدمين.

### التفسيرات
تختلف تفسيرات كيفية لباس المرأة وفقًا للثقافات المختلفة والمناطق الجغرافية والطوائف الإسلامية. على سبيل المثال، لا تلزم الجماعات الصوفية، مثل الأحباش، النساء بارتداء الملابس الإسلامية التقليدية، حتى أنها تسمح بارتداء الجينز.

## آراء تؤكد على حرية اختيار ارتداء الحجاب
توجد بعض النسويات المسلمات أن الحجاب رمز للحرية الإسلامية أو يعزون إليه معنى شخصيًا بوصفه تراثًا كما هو الحال في الكثير من البلدان.
مثلًا تُشير ليلى أحمد أن الحجاب لم يعد يمثل "خضوع المرأة المغسول دماغها أو على الأقل افتقارها إلى الاختيار"، ويشيرن إلى أن العديد من المسلمين الأميركيين ارتدوا الحجاب لإظهار معارضتهم للتمييز ضد المسلمين في أعقاب هجمات الحادي عشر من سبتمبر أو لإظهار التضامن مع فلسطين.
تربط بعض النسويات بين حرية ارتداء الحجاب وحق المرأة في التصرف بجسدها. تشير النسويات مثل لوسي إيريجاري إلى أن الحجاب يمكن أن يتولى دور التمكين فيما يتعلق بالاختلاف الجنسي بين المرأة والرجل. اعتمدت الداعية نادية تاكوليا الحجاب بعد أن أصبحت نسوية، قائلة إن الحجاب "لا يهدف إلى الحماية من شهوات الرجال"، بل إلى "إخبار العالم بأن أنوثتي ليست سلعة رأسمالية استهلاكية ... ولا أريد أن أكون جزءًا من نظام يقلل من شأن المرأة ويذلها"، وهي نظرة إسلامية عن استخدام الشركات لجسد النساء ومفاتنهن لبيع المنتجات، حيث لا يستخدمون المرأة بائعةً عاديةً بل بائعة مُسلَّعة تبرز بمفاتنها فتجتذب الناس.
هناك وجهة نظر واحدة حول النسوية الإسلامية الحديثة ترى أن حرية المرأة في الاختيار لها أهمية قصوى، وأنها يجب أن تكون قادرة على اختيار ارتداء الحجاب أم لا، وأن لا دين يجب أن يأمر أو ينهى المرأة، فهي حرة في قراراتها. تركز هذه النظرة على التعبير الشخصي عن الإيمان الإسلامي، حيث ترى أن النساء المسلمات يجب أن يكن قادرات على تحديد قواعد اللباس لأنفسهن وما يعتبرنه تمكينًا لهن شخصيًا، كما يرون أن الإسلام يجب ألا يقف عائقًا أمام اختياراتهن في الزواج.
يوم الحجاب العالمي، الذي بدأته ناظمة خان، وهي أمريكية من أصل بنغلاديشي، هو حدث سنوي شائع.

## آراء معارضة لفرض الحجاب
تزعم النساء المعارضات للحجاب الإجباري أن تغطية الجسم بالكامل بالبرقع والجادر وغيرهما من الملابس هو تقليد ثقافي نشأ من قراءة محافظة للقرآن وهو في الأصل من رجال دين ذكور، وأن القرآن نفسه لا يتطلب مثل هذا الغطاء.

## آراء مؤيدة لحظر الحجاب
ويؤيد قسم من النسويات المسلمات، ومن بينهن فضيلة عمارة والهادي مهني، حظر الحجاب، مدعيات أنه يمثل بطبيعته استعبادًا للمرأة، وألا فرق بينه وبين العبودية. أيدت عمارة حظر فرنسا لارتداء الحجاب في المباني العامة [الإنجليزية]، قائلة "إن الحجاب هو الرمز المرئي لاستعباد المرأة، وبالتالي ليس له مكان في الأماكن المختلطة والعلمانية لنظام المدارس العامة في فرنسا، ومن المهم فرض حظره على الصغار حتى يتحرروا"، وقد شدد آخرون على خلع الحجاب عُنوةً وفرضًا إن وُجدَت امرأة ترتديه في الأماكن العامة، وقد أردفَت عائشة بقديشي: "إن الحجاب تقييد وعبودية للمرأة، ولا يسمح الإسلام بأن تمتهن النساء أعمالًا في مجالات كالرقص، ولا تستطيع المُحجبة أن تعمل عاهرةً أو في مراكز تدليك" وقد كانت بقديشي ترفض الحجاب وترفض منع الرجال من مصافحة ولمس النساء. وقد أشارت فضيلة عمارة إلى النسويات في الجزائر اللاتي رغبن أن تُطبق الدولة حظر ارتداء الحجاب، واتهمت أولئك الذين انتقدوا الحظر بالمشاركة في الاستعمار الجديد، وأن لا نهج فوق الحرية والعلمانية كما في فرنسا. وأعرب مهني عن دعمه لحظر تونس للحجاب على أسس مماثلة، مدعيًا أن الحجاب تقييد للمرأة.
كما أعربت سهام حبشي [الإنجليزية]، مديرة الحركة النسوية الفرنسية "لا عاهرات لا خاضعات" ، عن دعمها لحظر فرنسا على النقاب في الأماكن العامة، مشيرة إلى أن الحظر كان مسألة "مبدأ ديمقراطي" ويحمي النساء الفرنسيات من "الحركة اليمينية الفاشية الظلامية المتوحشة".

## طالع أيضًا
- عورة
- الحيتء (الإسلام)
- تأويلات النسوية في الإسلام
- الحجاب حسب البلد
- ممارسات الحجاب الإسلامي حسب البلد
- نظيرة زين الدين
- بردة النساء [الإنجليزية]
- أنواع الحجاب

## فهرس
- Hammad، Amber (2021). Hammad, Amber (2021) Unveiling The Veil: Self-Representation in Contemporary Muslim Female Art (Thesis). UNSW Sydney. DOI:10.26190/unsworks/2038. hdl:1959.4/100128.